# (11521) Erikson
(11521) Erikson est un astéroïde de la ceinture principale.

## Description
(11521) Erikson est un astéroïde de la ceinture principale. Il fut découvert le 10 avril 1991 à La Silla par Eric Walter Elst. Il présente une orbite caractérisée par un demi-grand axe de 3,16 UA, une excentricité de 0,17 et une inclinaison de 2,1° par rapport à l'écliptique.

## Compléments